# Daetaleus azurea
Daetaleus azurea är en tvåvingeart som först beskrevs av Charles Howard Curran 1934. Daetaleus azurea ingår i släktet Daetaleus och familjen parasitflugor.
Artens utbredningsområde är Panama. Inga underarter finns listade i Catalogue of Life.